# Werner Eichhorn (Schauspieler)
Werner Eichhorn (* 15. November 1922 in Leal, Estland; † 14. Juli 2005 in Hamburg) war ein deutscher Schauspieler.

## Biografie
Eichhorn war seit Mitte der 1970er Jahre ein vielbeschäftigter Schauspieler in Film- und Fernsehproduktionen. Im Kino war er in mehreren preisgekrönten Filmen wie Theodor Kotullas Drama Aus einem deutschen Leben über den NS-Kriegsverbrecher Rudolf Höß (in der Romanvorlage Robert Merles und im Film „Franz Lang“ genannt) und Volker Schlöndorffs Böll-Verfilmung Die verlorene Ehre der Katharina Blum zu sehen. In seiner dreißig Jahre umspannenden Filmkarriere spielte Eichhorn unter der Regie zahlreicher und wegweisender Regisseurinnen und Regisseure wie Reinhard Hauff (Endstation Freiheit, nach einer Vorlage von Burkhard Driest), Hans W. Geissendörfer (Ediths Tagebuch), Margarethe von Trotta (Heller Wahn), Jürgen Flimm (Uns reicht das nicht), Tom Toelle (La Paloma fliegt nicht mehr), Heiner Carow (Vater Mutter Mörderkind, nach Ulrich Plenzdorf), Eberhard Fechner (Ein Kapitel für sich nach Walter Kempowski), Vivian Naefe (Eine ungehorsame Frau) und Wolfgang Staudte (u. a. in der Fernsehserie Die Pawlaks). Mehrfach war Eichhorn in Filmen mit Marius Müller-Westernhagen in der Hauptrolle zu sehen (Aufforderung zum Tanz, Der Tote bin ich, Der Mann auf der Mauer). Darüber hinaus wirkte er in der Heinz-Rühmann-Komödie Diener und andere Herren, mehreren Filmen der Reihe Tatort sowie in Gastrollen in zahlreichen Fernsehserien wie Ein Fall für zwei, Großstadtrevier, Doppelter Einsatz und Diese Drombuschs mit. Eine Serienhauptrolle hatte er als alternder Sträfling und Cellist „Wilhelm“ neben Peter Bongartz und Diether Krebs in der ARD-Vorabendserie Knastmusik.
Werner Eichhorns letzter Fernsehauftritt fand 2005 in der Episode Florida der ZDF-Serie SOKO Leipzig statt. Im selben Jahr starb er im Alter von 82 Jahren in Hamburg.
Sein Sohn Christoph Eichhorn ist ebenfalls als Schauspieler und Regisseur tätig.

## Filmografie (Auswahl)
- 1974: Zündschnüre
- 1975: Paule Pauländer
- 1975: Die verlorene Ehre der Katharina Blum
- 1977: Aufforderung zum Tanz
- 1977: Aus einem deutschen Leben
- 1978: Diener und andere Herren
- 1978: Uns reicht das nicht
- 1979: Anton Sittinger
- 1979: Ein Kapitel für sich (TV-Dreiteiler)
- 1979: Der Tote bin ich
- 1980: Endstation Freiheit
- 1980: Tatort – Schönes Wochenende (Regie: Wolfgang Staudte)
- 1982: Der Zauberberg Erzähler/Off-Stimme
- 1982: Die Pawlaks
- 1982: Der Mann auf der Mauer
- 1982: Tatort – Wat Recht is, mutt Recht bliewen
- 1983: Heller Wahn
- 1983: Rote Erde (Fernsehserie)
- 1983: Diese Drombuschs
- 1984: Ediths Tagebuch
- 1984: Ein Fall für zwei („Totes Kapital“)
- 1989–1991: Knastmusik (Fernsehserie)
- 1989: Der Gorilla (Le Gorille) (frz. TV-Serie)
- 1992: La Paloma fliegt nicht mehr
- 1992: Begräbnis einer Gräfin (Fernsehfilm)
- 1992: Vater Mutter Mörderkind
- 1992: Tatort – Experiment
- 1996: Der Pakt – Wenn Kinder töten
- 1996: Tatort – Tod auf Neuwerk
- 1997: Die Camper (Fernsehserie)
- 1998: Eine ungehorsame Frau
- 1999: Tatort – Der Duft des Geldes

## Hörspiele (Auswahl)
- 1990: Paul Hengge: Ein Pflichtmandat – Regie: Robert Matejka (Hörspiel – RIAS Berlin)
- 1992: Werner Schmitz: Schön war die Zeit – Regie: Hein Bruchl (Kriminalhörspiel – WDR)
- 1994: Ray Bradbury: Hasenjagd – Regie: Stefan Dutt (NDR)